# Долгомостовский район
Долгомостовский район — бывший район в составе Красноярского края в 1944—1963 годах. Административный центр — село Долгий Мост. Население — 19 028 чел. (1959).
Находился на территории нынешнего Абанского района.

## История
Район был образован в годы Великой Отечественной войны 5 января 1944 путём выделения из Абанского района. За самоотверженный труд в годы войны 2626 жителей Долгомостовского района были награждены медалью «За доблестный труд в Великой Отечественной войне 1941—1945 гг.».
В период репрессий район использовался как место ссылки, при этом по некоторым оценкам район считался одним из худших для ссыльных, так как едва ли не единственным разрешённым видом работы в нём была заготовка живицы для Долгомостовского химлесхоза. Работа в колхозе не разрешалась, что при отсутствии поддержки со стороны ставило спецпереселенцев на грань выживания.
Долгомостовский район был упразднён в 1963 в ходе общесоюзной реформы административно-территориального деления, когда вновь вошёл в Абанский район.

## Административное устройство
По данным на 1 июля 1945 года район включал 11 сельсоветов: Вознесенский, Высоко-Городецкий, Долгомостовский, Капкаренский, Лазаревский, Михайловский, Ново-Успенский, Покатеевский, Покровский, Туровский и Хандальский.

## Экономика
Основным предприятием района был Долгомостовский леспромхоз.
На территории района действовали совхозы  «Сибиряк», «Апано-Ключинский»; колхозы «Красная вершина», «Большевик», колхоз имени Молотова, «Таёжный хлебороб» (два последних объединены в 1953 году в «Таёжный хлебороб»), «Советская Сибирь» (образован в 1958 году путём объединения колхозов имени Маленкова и «Восточно-Сибирская правда», ранее называвшегося «Сталинский путь») и промышленные колхозы: имени Стаханова, имени Чапаева (промышленные колхозы, помимо сельскохозяйственных и животноводческих работ, занимались также добычей живицы). Впоследствии эти два промышленных колхоза были объединены в промколхоз имени Чапаева.
Для технической помощи колхозам в районе работала Долгомостовская МТС.
В 1950-е годы район был электрифицирован.
В 1961 году для ведения строительства производственных, социально-культурных, бытовых и жилищных объектов в колхозах Долгомостовского района была создана Межколхозная строительная организация (в настоящее время — передвижная механизированная колонна № 8). После упразднения района в 1965 году администрация и технический состав организации были переведены из Долгого Моста в Абан.
С организацией района был налажен выпуск официальной газеты его партийного органа — «Сталинская правда» (№ 1-40, с 1945 по 1957 год), в 1957 году переименованную в «Трудовое знамя» (под новым названием выходила начиная с № 41). К середине 1950-х годов деревни района были радиофицированы,.
Транспортное сообщение между населёнными пунктами района и районным центром осуществлялось, в том числе, посредством авиасообщения.